# Nico de Vries

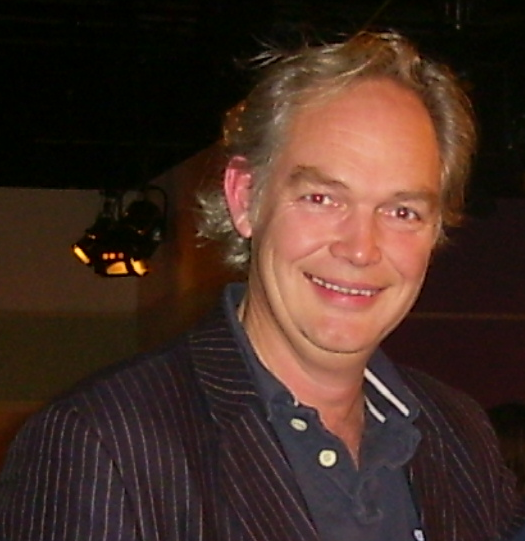
Nico de Vries

Nico de Vries (* 12. April 1961 in Maastricht) ist ein niederländischer Schauspieler.

## Leben
Um 1985 studierte de Vries an der Toneelschool Maastricht, einer bedeutenden niederländischen Schauspielschule im Südosten der Niederlande. Dort lernte er auch seine spätere Frau kennen, die Schauspielerin Carine Crutzen. Gemeinsam sind sie Eltern zweier Kinder, Vincent (1990) und Sebastiaan (1994). Die Familie lebt in der holländischen Stadt Haarlem, unweit Amsterdam.
In seiner Schauspielkarriere wechselten bislang Haupt- und Nebenrollen einander ab. Eine gewisse Bekanntheit erreichte er vor allem durch mehrere Rollen in diversen Kriminal- und Polizeiserien. Darunter waren die niederländischen Produktionen Baantjer, Unit 13 und Spangen. In der Kinderserie Otje spielte er in einer Hauptrolle als Vater Tos.

## Filmografie
- 1993: Vrouwenvleugel – Rechercheur Meijer
- 1997: Karakter
- 1998: Unit 13 – Spalding (1998)
- 1998: Otje – Tos
- 2003: Anderland – Bran
- 2006: Man & Paard 4. Staffel – Arie
- 2008: Oude rotten, TV-Serie (1 Folge) – Henk de Kort
- 2008: Afgemaakt, TV-Serie (1 Folge) – Detektiv Van Dalen
- 2009: Julia's Heart – Collewijn
- 2011: De hosselaar, TV-Serie (1 Folge) – Ronald
- 2012: Orde – Vater
- 2012: De Troon, TV-Serie (1 Folge) – Wilders

### Musicals
- 2007 – Das Dschungelbuch – Baloo der Bär